# Timothy Fosu-Mensah
Timothy Evans Fosu-Mensah, detto Tim (Amsterdam, 2 gennaio 1998), è un calciatore olandese, di origine ghanese, difensore o centrocampista svincolato.
Nel 2015 è stato inserito nella lista dei migliori cinquanta calciatori nati nel 1998 stilata da The Guardian.

## Caratteristiche tecniche
È un centrocampista che fa della duttilità, della fisicità e della buona tecnica di base i suoi punti di forza, difatti può giocare anche da difensore centrale o da terzino su entrambe le fasce.

## Carriera

### Club

#### Ajax e Manchester United
Prodotto del settore giovanile dell'Ajax, nell'estate 2014 è passato alle giovanili del Manchester United.
Il 28 febbraio 2016 ha fatto il suo esordio ufficiale in Premier League, contro l'Arsenal, subentrando al 55º minuto al posto di Marcos Rojo, nella partita vinta dai "Red Devils" per 3-2.

#### Crystal Palace e Fulham
Il 10 agosto 2017 il Manchester United lo cedette in prestito al Crystal Palace.
Il 9 agosto 2018 viene acquistato in prestito dal Fulham.

#### Ritorno a Manchester
Terminato il secondo prestito fa ritorno al Manchester United, con cui trova poco spazio prima di lasciare definitivamente il club nel gennaio 2021.

#### Bayer Leverkusen
Il 13 gennaio 2021 viene acquistato a titolo definitivo dal Bayer Leverkusen.

### Nazionale
Ha fatto tutta la trafila delle nazionali giovanili olandesi, iniziando dall'Under-15 fino all'Under-21 (Under-18 esclusa).
Debutta in nazionale maggiore il 31 agosto 2017 nella sconfitta per 4-0 contro la Francia, disputando tutti i 90 minuti.

## Statistiche

### Presenze e reti nei club
Statistiche aggiornate al 14 maggio 2023.
| Stagione                | Squadra                 | Campionato              | Campionato | Campionato | Coppe nazionali | Coppe nazionali | Coppe nazionali | Coppe continentali | Coppe continentali | Coppe continentali | Altre coppe | Altre coppe | Altre coppe | Totale | Totale |
| Stagione                | Squadra                 | Comp                    | Pres       | Reti       | Comp            | Pres            | Reti            | Comp               | Pres               | Reti               | Comp        | Pres        | Reti        | Pres   | Reti   |
| ----------------------- | ----------------------- | ----------------------- | ---------- | ---------- | --------------- | --------------- | --------------- | ------------------ | ------------------ | ------------------ | ----------- | ----------- | ----------- | ------ | ------ |
| 2015-2016               | Manchester United       | PL                      | 8          | 0          | FACup+CdL       | 2+0             | 0               |                    | -                  | -                  | -           | -           | -           | 10     | 0      |
| 2016-2017               | Manchester United       | PL                      | 4          | 0          | FACup+CdL       | 2+1             | 0               | UEL                | 4                  | 0                  | CS          | 0           | 0           | 11     | 0      |
| 2017-2018               | Crystal Palace          | PL                      | 21         | 0          | FACup+CdL       | 1+2             | 0               |                    | -                  | -                  | -           | -           | -           | 24     | 0      |
| 2018-2019               | Fulham                  | PL                      | 12         | 0          | FACup+CdL       | 0+1             | 0               |                    | -                  | -                  | -           | -           | -           | 13     | 0      |
| 2019-2020               | Manchester Utd          | PL                      | 3          | 0          | FACup+CdL       | 1+0             | 0+0             | UEL                | 2                  | 0                  | -           | -           | -           | 6      | 0      |
| 2020-gen.2021           | Manchester Utd          | PL                      | 1          | 0          | FACup+CdL       | 0+0             | 0+0             | UCL                | 2                  | 0                  | -           | -           | -           | 3      | 0      |
| Totale Manchester Utd   | Totale Manchester Utd   | Totale Manchester Utd   | 16         | 0          |                 | 6               | 0               |                    | 8                  | 0                  |             | 0           | 0           | 30     | 0      |
| gen.-giu.2021           | Bayer Leverkusen        | BL                      | 6          | 0          | CG              | 1               | 0               | -                  | -                  | -                  | -           | -           | -           | 7      | 0      |
| 2021-2022               | Bayer Leverkusen        | BL                      | 6          | 0          | CG              | 0               | 0               | UEL                | 2                  | 0                  | -           | -           | -           | 8      | 0      |
| 2022-2023               | Bayer Leverkusen        | BL                      | 11         | 0          | CG              | 0               | 0               | UCL+UEL            | 3+1                | 0+0                | -           | -           | -           | 15     | 0      |
| 2023-2024               | Bayer Leverkusen        | BL                      | 0          | 0          | CG              | 0               | 0               | UEL                | 0                  | 0                  | -           | -           | -           | 0      | 0      |
| Totale Bayer Leverkusen | Totale Bayer Leverkusen | Totale Bayer Leverkusen | 23         | 0          |                 | 1               | 0               |                    | 6                  | 0                  |             | -           | -           | 30     | 0      |
| Totale carriera         | Totale carriera         | Totale carriera         | 72         | 0          |                 | 11              | 0               |                    | 14                 | 0                  |             | 0           | 0           | 97     | 0      |

### Cronologia di presenze e reti in nazionale
| Cronologia completa delle presenze e delle reti in nazionale ― Paesi Bassi | Cronologia completa delle presenze e delle reti in nazionale ― Paesi Bassi | Cronologia completa delle presenze e delle reti in nazionale ― Paesi Bassi | Cronologia completa delle presenze e delle reti in nazionale ― Paesi Bassi | Cronologia completa delle presenze e delle reti in nazionale ― Paesi Bassi | Cronologia completa delle presenze e delle reti in nazionale ― Paesi Bassi | Cronologia completa delle presenze e delle reti in nazionale ― Paesi Bassi | Cronologia completa delle presenze e delle reti in nazionale ― Paesi Bassi |
| Data                                                                       | Città                                                                      | In casa                                                                    | Risultato                                                                  | Ospiti                                                                     | Competizione                                                               | Reti                                                                       | Note                                                                       |
| -------------------------------------------------------------------------- | -------------------------------------------------------------------------- | -------------------------------------------------------------------------- | -------------------------------------------------------------------------- | -------------------------------------------------------------------------- | -------------------------------------------------------------------------- | -------------------------------------------------------------------------- | -------------------------------------------------------------------------- |
| 31-8-2017                                                                  | Saint-Denis                                                                | Francia                                                                    | 4 – 0                                                                      | Paesi Bassi                                                                | Qual. Mondiali 2018                                                        | -                                                                          |                                                                            |
| 9-11-2017                                                                  | Aberdeen                                                                   | Scozia                                                                     | 0 – 1                                                                      | Paesi Bassi                                                                | Amichevole                                                                 | -                                                                          | 72’                                                                        |
| 26-3-2018                                                                  | Ginevra                                                                    | Portogallo                                                                 | 0 – 3                                                                      | Paesi Bassi                                                                | Amichevole                                                                 | -                                                                          | 84’                                                                        |
| Totale                                                                     |                                                                            | Presenze                                                                   | 3                                                                          |                                                                            | Reti                                                                       | 0                                                                          |                                                                            |

## Palmarès

### Club

#### Competizioni nazionali
- Community Shield: 1

Manchester United: 2016
- Coppa di Lega inglese: 1

Manchester United: 2016-2017
- Campionato tedesco: 1

Bayer Leverkusen: 2023-2024
- Coppa di Germania: 1

Bayer Leverkusen: 2023-2024

#### Competizioni internazionali
- UEFA Europa League: 1

Manchester United: 2016-2017